# Silometopus
Genre
Synonymes
- Scleroschaema Hull, 1911

Silometopus est un genre d'araignées aranéomorphes de la famille des Linyphiidae.

## Distribution
Les espèces de ce genre se rencontrent en écozone paléarctique.

## Liste des espèces
Selon World Spider Catalog (version 25.5, 01/11/2024) :
- Silometopus acutus Holm, 1977
- Silometopus ambiguus (O. Pickard-Cambridge, 1906)
- Silometopus bonessi Casemir, 1970
- Silometopus braunianus Thaler, 1978
- Silometopus crassipedis Tanasevitch & Piterkina, 2007
- Silometopus curtus (Simon, 1882)
- Silometopus elegans (O. Pickard-Cambridge, 1873)
- Silometopus elton Tanasevitch & Grushko, 2020
- Silometopus furcatus Wunderlich, 2024
- Silometopus graecus Bosmans, 2020
- Silometopus incurvatus (O. Pickard-Cambridge, 1873)
- Silometopus minutus Tanasevitch, 2016
- Silometopus nitidithorax (Simon, 1915)
- Silometopus pectinatus Tanasevitch, 2016
- Silometopus reussi (Thorell, 1871)
- Silometopus rosemariae Wunderlich, 1969
- Silometopus sachalinensis (Eskov & Marusik, 1994)
- Silometopus tenuispinus Denis, 1950
- Silometopus uralensis Tanasevitch, 1985

## Systématique et taxinomie
Ce genre a été décrit par Simon en 1926 dans les Argiopidae.
Scleroschaema a été placé en synonymie par Denis en 1942.

## Publication originale
- Simon, 1926 : Les arachnides de France. Synopsis générale et catalogue des espèces françaises de l'ordre des Araneae; 2e partie. Paris, vol. 6, p. 309-532.